# Ponthaux
Ponthaux is een gemeente en plaats in het Zwitserse kanton Fribourg, en maakt deel uit van het district Saane/Sarine.
Ponthaux telt 524 inwoners.